# (53316) Michielford
(53316) Michielford est un astéroïde de la ceinture principale.

## Description
(53316) Michielford est un astéroïde de la ceinture principale. Il fut découvert le 9 mai 1999 à Eskridge par Gary Hug. Il présente une orbite caractérisée par un demi-grand axe de 2,88 UA, une excentricité de 0,10 et une inclinaison de 3,3° par rapport à l'écliptique.

## Compléments